# Dorfkirche Altmersleben

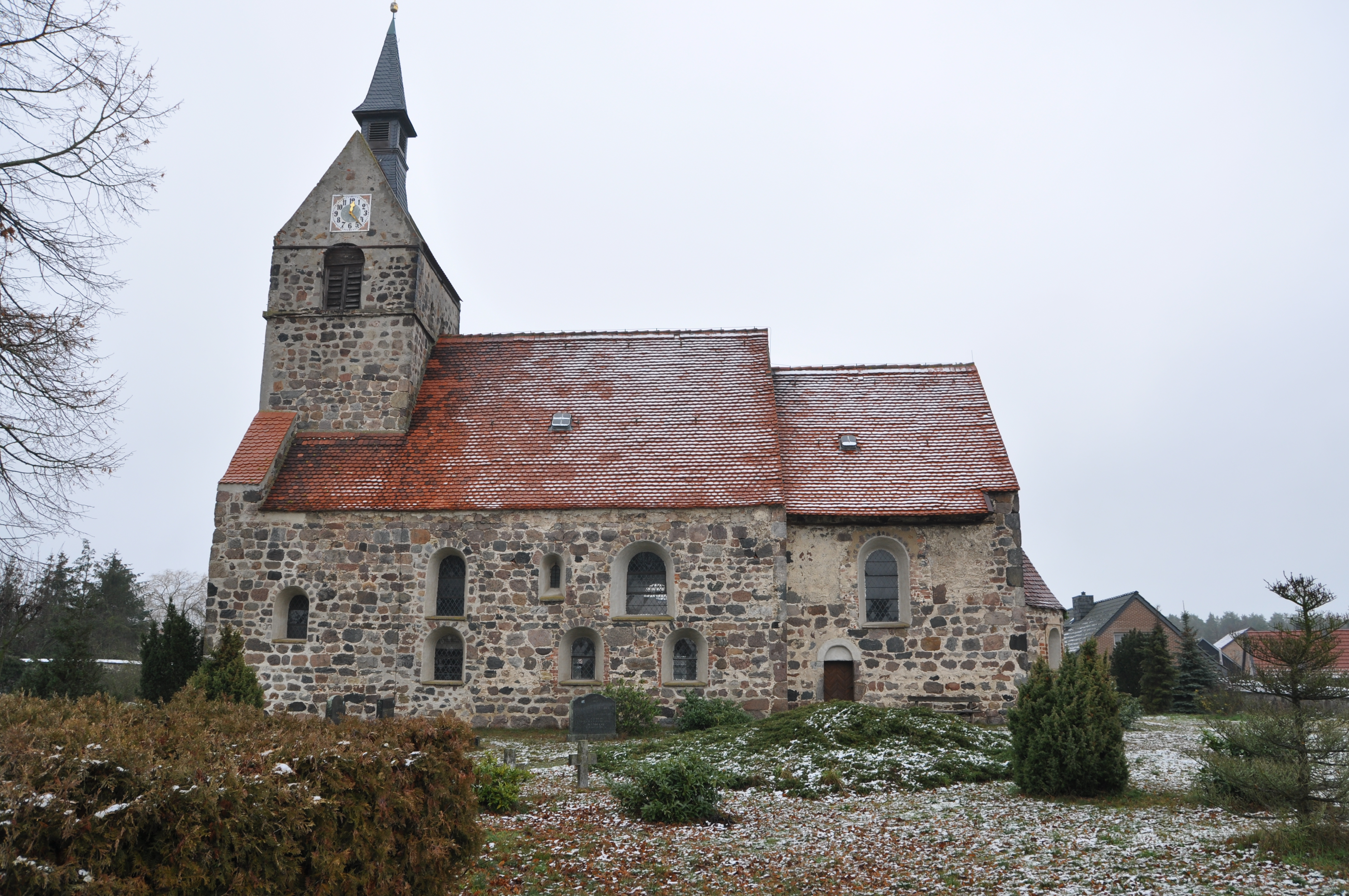
Dorfkirche Altmersleben

Die evangelische Dorfkirche Altmersleben ist eine spätromanische Saalkirche im Ortsteil Altmersleben von Kalbe (Milde) im Altmarkkreis Salzwedel in Sachsen-Anhalt. Sie gehört zum Pfarrbereich Kalbe-Kakerbeck im Kirchenkreis Salzwedel der Evangelischen Kirche in Mitteldeutschland.

## Geschichte und Architektur
Das spätromanische Feldsteinbauwerk mit eingezogenem quadratischem Chor und Apsis wurde dendrochronologisch auf das Jahr 1174 (d) datiert. Der Westquerturm wird von den Schiffswänden umfasst. An der nördlichen Chorseite ist eine tonnengewölbte Sakristei angebaut. Vom spätromanischen Bau sind die südliche Priesterpforte mit rundbogigem Tympanon und mehrere teils vermauerte Fenster erhalten. Die zweigeschossig angeordneten Schiffsfenster wurden mit Bezug auf die Emporen im Innern bei späteren Umbauten eingebrochen. Die letzte Renovierung erfolgte 1938.
Innen ist das Tonnengewölbe des Turmerdgeschosses in der Mitte durchbrochen und durch einen hohen Rundbogen zum Schiff geöffnet. Das Schiff ist mit flacher Kassettendecke gedeckt und mit einer Hufeisenempore versehen. In der Apsishalbkuppel wurden mittelalterliche Wandmalereien gefunden, die Aufdeckung wurde durch Fritz Mannewitz 1938 vorgenommen. Die Darstellung der Majestas Domini wurde 1946 nach romanischen Resten neu gemalt. Sie zeigt Christus als Pantokrator, umgeben von den paarweise angeordneten Symbolen der Evangelisten, sowie acht Apostel mit ihren Attributen an der Wand der Apsis. Es ist nicht bekannt, warum nur acht Apostel dargestellt sind. Die Heiligenscheine von Christus und den zentralen Figuren zeigen Spuren einer plastischen Bearbeitung und Vergoldung des Putzgrundes, die in der Altmark sonst nicht vorkommt.
Das Geläut der Kirche umfasste im Jahr 1917 vier Glocken, von denen damals zwei mittelalterliche noch auf dem Turm zerschlagen wurden. Heute läuten die zwei überlieferten Glocken wieder. Die große hat einen Durchmesser von 101 Zentimetern und wurde im 13. oder 14. Jahrhundert gegossen. Sie hat einen hellen Klang und einen außergewöhnlich langen Nachhall.

## Ausstattung
An der Chornordwand steht der Rest eines Pfarrstuhls, davon erhalten ist die Renaissancebrüstung mit Inschrift, die von geschuppten Pfeilern getragen wird. In der Turmhalle stehen ein Opferstock mit schmiedeeisernen Beschlägen aus der Zeit um 1500 und mehrere Grabsteine des 17. und 18. Jahrhunderts.